# Wojciech Bakun
Wojciech Bakun (Przemyśl, 29 gennaio 1981) è un informatico e politico polacco membro del Sejm e sindaco di Przemyśl dal 2018.

## Biografia
Wojciech nasce a Przemyśl il 29 gennaio 1981 e, nel 2002, inizia a lavorare come tecnico informatico nell'azienda della sua famiglia dopo essersi laureato al Post-Secondary Vocational College. Nel 2015 entrò a far parte del Sejm, come rappresentante del partito populista di destra Kukiz'15. Nel 2018 divenne sindaco di Przemyśl dopo aver ottenuto il 74% dei voti e nel 2022, dopo l'inizio dell'invasione russa dell'Ucraina, si è dichiarato favorevole all'accoglienza dei profughi ucraini da parte della Polonia. Inoltre, nello stesso anno, è stato protagonista di un episodio, diventato virale, insieme al leader leghista Matteo Salvini, che si era recato al confine Polonia-Ucraina per dare il suo sostegno ai profughi. Wojciech, tuttavia, lo ha accolto mostrando a cittadini e giornalisti la maglietta con disegnata la faccia di Vladimir Putin indossata dal politico italiano tempo prima.